# Sounds from Rikers Island
| Recensione | Giudizio |
| ---------- | -------- |
| AllMusic   |          |

Sounds from Rikers Island è un album a nome della Elmo Hope Ensemble, pubblicato dalla casa discografica Audio Fidelity Records nel 1963.

## Tracce

### LP
Lato A
Musiche di Elmo Hope, eccetto dove indicato.
1. One for Joe – 4:32
2. Ecstasy – 3:12
3. Three Silver Quarters – 4:40
4. A Night in Tunisia – 5:59 (musica: Dizzy Gillespie, Frank Paparelli)

Lato B
Musiche di Elmo Hope, eccetto dove indicato.
1. Trippin' – 3:18
2. It Shouldn't Happen to a Dream – 4:10 (Duke Ellington, Don George, Johnny Hodges)
3. Kevin – 4:13
4. Monique – 3:00
5. Groovin' High – 3:00 (Dizzy Gillespie)

## Musicisti
- Elmo Hope – piano
- Earl Coleman – voce (brano: It Shouldn't Happen to a Dream)
- Marcelle Daniels – voce (brano: Groovin' High)
- Lawrence Jackson – tromba (eccetto nei brani: Three Silver Quarters / Kevin / Monique)
- Freddie Douglas – sassofono soprano (eccetto nei brani: Three Silver Quarters / Kevin / Monique)
- John Gilmore – sassofono tenore (eccetto nei brani: Three Silver Quarters e Kevin)
- Ronnie Boykins – contrabbasso
- Philly Joe Jones – batteria

Note aggiuntive
- Walt Dickerson – produttore
- Registrazioni effettuate il 19 agosto 1963
- Nat Hentoff – note retrocopertina album originale[2]